# پرچم صلیب شمالی

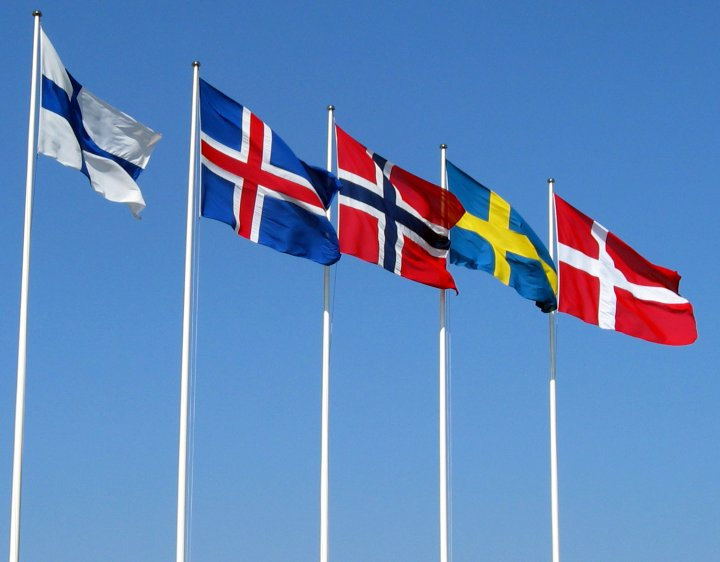
پرچم‌های شمال اروپا، از چپ به راست: فنلاند، ایسلند، نروژ، سوئد و دانمارک.

منتخبی از پرچم‌های رسمی و در حال استفاده صلیب شمالی در منطقه اروپای شمالی. پرچم‌های بزرگتر، از چپ به راست: ایسلند، جزایر فارو، دانمارک، نروژ، سوئد، فنلاند؛ پرچم‌های کوچک‌تر، از چپ به راست: بارا، یویست جنوبی، یورکشایر غربی سواری (تاریخی)، اورکنی، شتلند، اسکانیا، آلند، پرنو، ستوما (قومی)، وپسی‌ها (قومی).

پرچم صلیب نوردیک (به انگلیسی: Nordic cross flag) پرچمی است که دارای طرح صلیب نوردیک یا اسکاندیناوی است، یک نماد صلیب در یک میدان مستطیل شکل، با مرکز صلیب به سمت بالابر منتقل شده است.
همه کشورهای مستقل شمال اروپا چنین پرچم‌هایی را در دوره مدرن پذیرفته‌اند، و در حالی که صلیب نوردیک به دلیل استفاده از آن در پرچم‌های ملی کشورهای نوردیک نامگذاری شده است، این اصطلاح به‌طور جهانی توسط گیاه شناسان، نه تنها به پرچم‌های کشورهای شمال اروپا بلکه به پرچم‌های دیگر با طرح‌های مشابه اشاره دارد. صلیب جانبی به صلیب مقدس فیلیپ رسول نیز معروف است که نه در اسکاندیناوی بلکه در یونان، فریژیا و سوریه موعظه کرد.
طرح صلیب نشان‌دهنده مسیحیت است، و نخستین بار در Dannebrog، پرچم ملی دانمارک در نیمه اول سده سیزدهم دیده شد. همین طرح، اما با یک صلیب قرمز نوردیک روی زمینه زرد، به عنوان پرچم اتحادیه در زمان اتحادیه کالمار (۱۳۹۷ تا ۱۵۲۳) استفاده شد، و زمانی که این اتحادیه در سال ۱۵۲۳ از هم پاشید، همان طرح، اما با یک صلیب زرد روی یک آبی. پس‌زمینه (برگرفته از نشان ملی سوئد که در سال ۱۴۴۲ به تصویب رسید)، به عنوان پرچم ملی سوئد پذیرفته شد، در حالی که نروژ پرچم خود را در سال ۱۸۲۱ پذیرفت. از زمان تصویب آن در اوایل سده شانزدهم تا سال ۱۹۰۶، پس‌زمینه پرچم سوئد آبی تیره بود، اما در قانون جدید پرچم که در سال ۱۹۰۶ پس از انحلال اتحادیه بین دو کشور به تصویب رسید، به رنگ آبی روشن‌تر استفاده شد. سوئد و نروژ. پس از به دست آوردن استقلال، سایر کشورهای اسکاندیناوی پرچم‌های ملی با همین طرح را به کار گرفتند، ایسلند در سال ۱۹۱۵ و فنلاند در سال ۱۹۱۷. پرچم نروژ نخستین پرچم صلیب شمال اروپا با سه رنگ بود. همه پرچم‌های شمال اروپا نیز ممکن است به صورت گونفالن به اهتزاز درآیند.

## فرمت‌های پرچم
- صلیب دو رنگ نوردیک/اسکاندیناوی
- صلیب نوردیک/اسکاندیناوی سه رنگ
- صلیب نوردیک/اسکاندیناویایی دم چلچله دو رنگ
- صلیب نوردیک/اسکاندیناویایی سه رنگ دم چلچله

## پرچم کشورهای شمال اروپا
برخی از این پرچم‌ها تاریخی هستند. همچنین، نسبت‌های پرچم ممکن است بین پرچم‌های مختلف و حتی گاهی اوقات بین نسخه‌های مختلف یک پرچم متفاوت باشد.
پرچم گرینلند تنها پرچم ملی یک کشور یا سرزمین شمال اروپا بدون صلیب شمالی است. هنگامی که گرینلند به حکومت خانگی اعطا شد، پرچم کنونی - با طراحی گرافیکی منحصر به فرد گرینلند - در ژوئن ۱۹۸۵ به تصویب رسید که با چهارده رای در مقابل یازده رای که از پیشنهاد صلیب نوردیک سبز و سفید حمایت کردند، حمایت شد.
- پرچم دانمارک
- پرچم فنلاند
- پرچم ایسلند
- پرچم نروژ
- پرچم سوئد

## کتابشناسی - فهرست کتاب‌ها
- Znamierowski, Alfred (2002). The world encyclopedia of flags: The definitive guide to international flags, banners, standards and ensigns. London: Hermes House. pp. 103 and 134. ISBN 1-84309-042-2.